# Muzolo da Bauti
Muzolo da Bauti (zm. w XIV wieku) – kapitan regent San Marino w 1336 roku (wspólnie z Venturuzzem di Franceschino).